# سانتا كروز، ريو غراندي دو نورتي
سانتا كروز، ريو غراندي دو نورتي هي بلدية في البرازيل، تتبع ريو غراندي دو نورتي، بلغ عدد سكانها 35٬797  نسمة، في 2010، تبلغ مساحتها 624٫356 كيلومتر مربع.

## الموقع
تشترك في الحدود مع:
- Tangará, Rio Grande do Norte [الإنجليزية]‏
- Lajes Pintadas [الإنجليزية]‏
- São Bento do Trairi [الإنجليزية]‏
- Japi [الإنجليزية]‏.